# 分散式運算環境
分散式運算環境（英語：Distributed Computing Environment，縮寫為DCE），一個軟體系統，於1990年代初期，由開放軟體基金會負責發展。它提供了一個軟體架構，可用於開發主從式架構應用軟體。它包括了一套遠端程序呼叫機制，被稱為DCE/RPC，名稱服務，時間服務，授權服務，以及一個分散式檔案系統，稱為DEC/DFS。它是國際開放標準組織發布的標準之一。

## 外部連結
- DCE官方網頁（页面存档备份，存于）
- 線上DCE文件（页面存档备份，存于）